# Smörgåsnisse
En smörgåsnisse är en äldre benämning på en handräckare i ett restaurangkök. Beteckningen används ofta på den mest oerfarne medarbetaren i köket.

## Etymologi
Ordet finns belagt sedan 1800-talet och kommer av att smörgåsnissen hade som huvuduppgift att komplettera smörgåsbordet. "Nisse" är fackspråk inom restaurangbranschen med betydelsen manlig kyparlärling/restaurangelev. Den kvinnliga motsvarigheten kallades (smörgås-)nissa.